# Wladimir Afanassjewitsch Ljachow
Wladimir Afanassjewitsch Ljachow (russisch Владимир Афанасьевич Ляхов, wissenschaftliche Transliteration Vladimir Afanas'evič Ljachov; ukrainisch Володимир Панасович Ляхов, wissenschaftliche Transliteration Volodymyr Panasovyč Ljachov; * 20. Juli 1941 in Antrazyt, Ukrainische SSR; † 19. April 2018 in Astrachan) war ein sowjetischer Kosmonaut.

## Leben und Karriere
Ljachow schloss 1964 die Ausbildung an der Höheren Militärfliegerschule in Charkow ab. Am 7. Mai 1967 wurde er als Kosmonaut ausgewählt. Er absolvierte drei Raumflüge und war Kommandant der Missionen Sojus 32/Sojus 34 1979, Sojus T-9 1983 sowie Sojus TM-6 1988. Bei seinem ersten Raumflug, 1979, stellte er mit 175 Tagen Aufenthalt im All einen neuen Langzeitrekord auf. Ursprünglich war eine weitere Besatzung für die Raumstation in Sojus 33 auf dem Weg. Sie konnte aber wegen eines Triebwerksschadens nicht anlegen und musste zur Erde zurückkehren. Damit fehlte ein frisches Raumschiff. Dieses stand erst später durch Sojus 34 zur Verfügung. Außerdem ergab sich während des Aufenthaltes auf der Raumstation eine gefährliche Situation, als sich beim Abkoppeln des 10-Meter-Radioteleskops KRT-10 Verbindungselemente verhedderten. Ljachow und sein Begleiter Rjumin mussten diese bei einem anderthalbstündigen Ausstieg trennen. Auf seinen drei Raumflügen war Wladimir Ljachow insgesamt 333 Tage, sieben Stunden und 47 Minuten im All. Am 7. September 1994 ging er in den Ruhestand. 
Ljachow war verheiratet und hatte zwei Kinder.